# Xanthopimpla enderleini
Xanthopimpla enderleini (лат.) — вид перепончатокрылых наездников-ихневмонид рода Xanthopimpla из подсемейства Pimplinae (Pimplini, Ichneumonidae).

## Распространение
Юго-Восточная Азия. Вьетнам, Китай, Индия, Индонезия, Малайзия и Филиппины.

## Описание
Среднего размера перепончатокрылые насекомые. Основная окраска жёлтая с небольшими чёрными пятнами. Стигма от темно-коричневого до черноватого; область «area superomedia» такой же длины, как и ширина, или намного длиннее её, принимающая костулу ближе к центру; ножны яйцеклада в 3,9 раза длиннее ширины, у основания шире, чем посередине. Паразитирует на гусеницах и куколках бабочек (Lepidoptera).
Вид был впервые описан 1915 году, а валидный статус таксона подтверждён в ходе ревизии, проведённой в 2011 году энтомологами из Вьетнама (Nhi Thi Pham; Institute of Ecology and Biological Resources, Ханой, Вьетнам), Великобритании (Gavin R. Broad; Department of Entomology, Natural History Museum, Лондон, Великобритания), Японии (Rikio Matsumoto; Osaka Museum of Natural History, Осака, Япония) и Германии (Wolfgang J. Wägele; Zoological Reasearch Museum Alexander Koenig, Бонн, Германия).